# 김문 (조선)
김문(金汶, ? ~ 1448년)은 조선 전기의 문신이다. 본관은 언양이며, 자는 윤보(潤甫)이다. 벼슬은 집현전 직제학에 이르렀다. 경서(經書)와 자사(子史)에 능통하고 박학다식했다. 특히 사학에 정통했다. 1444년 한글 반포에 반대하다가 세종의 노여움을 사서 의금부에 투옥되었고 곤장 백대를 맞기도 했다.

## 생애
김륜(金倫)의 증손으로, 할아버지는 김경직(金敬直)이고, 아버지는 김복생(金復生)이며, 사람들은 '그의 어머니는 김도탁(金都卓)의 딸로 무당 노릇을 하여 감악사(紺嶽祠)에서 먹고 지냈다'고 하였다. 가난한 집안에서 태어났으며, 어려서부터 학문을 즐겨 하여, 1419년에 문음으로써 천거되었으며 1년 후 1420년 식년 문과에 급제하여 성균관에 들어갔다. 이후 집현전 수찬이 되었고, 1435년 주부(注簿)에 임명되었다. 집현전 부교리에 임명된 뒤, 세종의 명으로 이계전과 함께 《자치통감》《자치통감강목》의 훈의(訓義)를 찬술하였다.
김문은 한글 반포와 보급에 찬성했다가, 1444년 당시 직집현전(直集賢殿)으로 재직중에 집현전 부제학 최만리 등이 올린 연명상소에 이름을 올림으로써 한글 반포에 반대하는 편에 섰다. 이것 때문에 최만리 등과 함께 의금부에 투옥되었다가 다음날 석방되었다. 또한 김문(金汶)은 석방된 직후 곤장 100대를 맞았다. 한글 반포에 찬동했다가 변개한것에 대한 처벌이었다. 그 후 집현전 직제학으로 승진되었고, 《의방유취(醫方類聚)》의 편찬에 참여하여 1445년 완성하였다. 1448년, 세종의 명으로 사서(四書)를 번역하여 그 공으로 승급하여 발탁이 예상되었으나 중풍으로 갑자기 사망하였다.

## 성격
김문은 침착하고 중후하여 말이 적었다고 한다. 그는 경서(經書)와 자사(子史)에 능통하고 박학하면서도 깊이가 있어, 누군가 뜻이 의심가는 것이나 고전의 전거를 물으면 즉시 옳은 답을 하여 모두 탄복하고 세종도 그를 중히 여겼다. 하지만 저술을 잘 하지 못해 동료의 글을 빌려 썼다고 한다. 사람과 사귐에 있어 속을 알 수 없고, 밖으로는 청렴하고 조용하나 안으로는 욕심이 많았으며, 자신에게 아부하는 사람을 좋아하고 그렇지 않은 사람을 미워했다고 한다. 정인지가 김문에게 '학문이란 심술(心術)을 바르게 함을 귀한 것으로 여긴다'고 하자, 김문은 부끄럽고 한스럽게 여겨 제자인 매좌(梅佐)를 데리고 뜰에 서서 하늘을 우러러 보며 밤새 잠들지 못했다고 한다.

## 가족 관계
- 증조부 : 김륜(金倫)
  - 할아버지 : 김경직(金敬直)
    - 아버지 : 김복생(金復生)
    - 어머니 : 김도탁의 딸
      - 본처 : 김종남의 딸
      - 후처 : 안원의 딸